# Ален Делон
Ален Фабјан Морис Марсел Делон (фр. Alain Fabien Maurice Marcel Delon; Со, 8. новембар 1935 — Души, 18. август 2024) био је француски глумац, филмски продуцент, сценариста и певач. Признат као водећи човек у култури и филму 20. века, Делон се појавио као један од најистакнутијих европских глумаца 1960-их, 1970-их и 1980-их и постао међународни секс симбол. Његов стил, физички изглед и улоге учинили су га иконом филмског платна широм света и донели су му трајну популарност. Делон је добио признање критичара за своје улоге у филмовима као што су Жене су слабе (1959), У зениту сунца (1960), Роко и његова браћа (1960), L'Eclisse (1962), Леопард (1963), Самурај (1967) , Девојка на мотоциклу (1968), Базен (1969), Црвени базен (1970), Полицајац (1972) и Господин Клајн (1976). Током своје каријере, Делон је радио са многим редитељима, укључујући Лукина Висконтија, Жан-Лик Годара, Жан-Пјера Мелвила, Микеланђела Антонионија и Луј Мала.
Делон је током своје каријере добио многе филмске и међународне награде. Године 1985. освојио је награду Сезар за најбољег глумца за своју улогу у филму Наша прича (1984). Године 1991. постао је члан француске Легије части. На 45. Берлинском међународном филмском фестивалу освојио је почасног златног медведа. На Филмском фестивалу у Кану 2019. добио је почасну Златну палму.
Поред глумачке каријере, Делон је снимио и говорни део у популарној песми „Paroles, paroles” из 1973. године, дует са Далидом као главним певачким гласом. Швајцарско држављанство стекао је 1999. године.

## Породица и порекло
Делонови су пореклом из Сент Винсент-Леспинаса, у Тарн и Гарони. Њихова позната генеалогија сеже до Жана Делона, рођеног у петнаестом веку. Делонов прадеда по оцу, Фабијен Патрик Делон (Сент Винсент-Леспинас, 28. децембар 1829 — Фижак (Лот), 12. децембар 1909), грађевински инжењер, одликован је орденом Легије части 1892. године. Делонова бака по оцу, Марија-Антоанета Еванђелиста (рођена 1867. у Прунели-ди-Фјуморбо), била је Корзиканка. Дана 3. децембра 1888. удала се за Делоновог деду по оцу, Жан-Марсела Делона (Фижак, 4. новембар 1856 – 1926), тада порезника у Гапу, који је постављен на дужност на Корзику 1886. Пар је имао двоје деце, сина Франсоа Фабијена Делона и ћерку Жану Лудидору Адел Делон.
Делонов деда по мајци, Алфред Луис Арнолд (1876–1959), рођен је у Паризу и био је јахач у француској војсци, жандарм. Његови родитељи су били Жаст Арнолд, рођен 1847. у Бурглену, Ури, по занимању обућар, и Мари-Адел Линеман, рођена 1849., куварица. Оженио се Маријом Минард (1881–1913), моделом Жане Ланвин. Пар је имао двоје деце: ћерку Едит Мари Сузан Арнолд и сина Хенрија Арнолда..

## Младост

### Детињство и образовање: 1935—1952
Ален Жан Франсоа Делон је рођен у улици Худан 99 8. новембра 1935. у Соу, богатом предграђу Париза у департману Сена (данас Сенски висови). Син Франсоа Фабијена Делона (Крапон сир Арзон, 12. март 1904 – 1977), пројектора и касније директора биоскопа Ле Реџина у Бур ла Рену, и Едит Мари Сузан Арнолд (1911–1995), асистенткиње запослене у апотеци и позоришни референт у биоскопу. Рођен је у малограђанској породици.
Делон је имао четири године када су му се родитељи развели 1939. године. И отац и мајка су основали нове породице, тако да је имао два полубрата и усвојену сестру са очеве стране, и полубрата и полусестру са мајчине стране. Тада је поверен хранитељској породици, то ће му остати рана из детињства која никада није зарасла. Глава ове породице био је затворски чувар у затвору Фреснес, Вал де Марн. Делон, који је живео у суседству, 1945. је у затворском дворишту чуо салву којом је погубљен ратни сарадник Пјер Лавал, о чему су му испричани детаљи. Док је живео са хранитељском породицом, Делон је развио страст за бициклистичке трке и надао се да ће постати бициклистички тркач попут Фауста Копија.
Када су његови усвојени родитељи умрли, Делон је враћен својим биолошким родитељима, који су делили старатељство над њим. Док је одрастао, проводио је време живећи са својим оцем и његовом другом породицом у Л'ај ле Роз и са својом мајком и њеном другом породицом у Бург ла Рејну. Родитељи су га потом сместили у католички интернат Сен Николас д'Ињи (Есон), где је провео целу своју младост са једним од својих најбољих пријатеља, Жераром Саломеом. Ту је развио страст према музици. Придружио се школском хору и такође је изабран да пева као солиста. Честитао му је наступ апостолски нунције у Француској кардинал Анђело Ронкали, касније папа Јован XXIII.
Због непажње коју су му родитељи придавали, Делон је постао непослушан, стално се лоше понашао у школској учионици и тукао се са другом децом. Избачен је из школе пошто је претукао једног од својих другова из разреда. Свештеници су препоручили да га пошаљу код Светог Гаврила де Бањоа. Током своје четири године тамо, Делон се стално лоше понашао и показивао је непоштовање својим учитељима. Једном је украо директоров мотоцикл због чега је поново избачен. Делон је избачен из још неколико школа до своје 13. године, када је ушао у Институт Сен Николас д'Ињи. Тамо је имао прилику да изведе улогу насилника у Ле Рапт, 22-секундном немом кратком филму редитеља Оливијеа Бургињона, пријатеља његовог оца. Са 14 година, Делон је одлучио да не жели да остане у школи и желео је да напусти Француску. Одлучио је да побегне у Чикаго са својим пријатељем Данијелом Салвадетом коме је тамо живео ујак. Напустили су школу, решени да стопирају до Бордоа. Када су стигли у Шателро, пролазник их је одвео у локалну полицијску станицу. Због Делоновог темперамента, он и његов пријатељ су стављени у притворску ћелију и враћени својим породицама. Због свог поступка, Делон је избачен из школе. Његови родитељи су тада одлучили да школа није за њега и натерали су Делона да је у потпуности напусти.
Његова мајка, која се удала за Пола Булоња, месара и власника деликатеса из Бур-ла-Рена, довела га је у породичну кућу. Касније је рекао да никада није видео себе у тој породици и да се тамо никада није осећао безбедно. Делон је добио Сертификат о професионалној способности  у посластичарници Ау Жамбон де Парис. Три године је радио у деликатеси свог очуха, која је имала шеснаест запослених и која је стекла веома лошу репутацију у комшилуку. Константно је ишао на забаве и тукао се по кафанама, такође је био и припадник уличне банде.

### Војна служба и рат у Индокини: 1952–1956
Очекујући позив за војну службу, придружио се француској морнарици са 17 година. Након боравка у Понт-Реан центру за поморску обуку, наставио је службу 1953. у сигналској школи Бормете. Након што је ухваћен у крађи опреме, морнарица му је дала избор да је напусти или да продужи своју обавезу са три на пет година. Током француско-индокинеског рата, борио се у бици код Дијен Бијен Фуа 1954. године.
Као морнар прве класе, распоређен је у заштитну чету арсенала Сајгон, у још увек Француској Индокини. Пред крај рата ухапшен је због крађе џипа и одласка на пут током којег је возило пало у поток. Одузета му је радио дозвола и избачен је из морнарице. У затворској ћелији прославио је 20. рођендан. Овај период је оставио дубоки утисак на њега: открио је војну дисциплину, осећај части и поштовања према вредностима које представља застава Француске. Развио је страст према оружју и био је опчињен перформансом француског глумца Жана Габена у Touchez pas au grisbi, филму који је погледао у индокинеској престоници.
Након поморске службе, Делон се 1956. вратио у Француску. Замерио је родитељима што су га пустили у Индокину (био је добровољац, али је њихова дозвола била неопходна) и више није ступао у контакт са њима, одлучио је да се сам снађе и није имао појма чиме би се бавио. Његов млађи брат Жан Франсоа Делон ће касније бити први у Аленовој породици који ће остварити контакт са њим 1961. након што је видео Аленово лице на постеру филма Роко и његова браћа. Делон се настанио у хотелу Реџина и радио је неколико чудних послова, посебно као руковалац производима на париској пијаци Лес Халес и као конобар у кафићу у близини Јелисејских поља. Упознао је будућу певачицу Далиду, са којом ће касније током живота имати аферу. У Пигалу и Монмартру упознао је припаднике француског подземља, лопове и жигола, од којих му је један, „хомосексуалац по имену Карлос”, обезбедио заштиту. Делон је био фасциниран вредностима ове средине, посебно осећањем части, пријатељства, поштовања и закона ћутње. Његова витка грађа и пријатно „анђеоско лице“ привлачиле су жене и дозвољавали су му смештај и исхрану код неколико проститутки, што није чинило да се осећа незадовољно. Чинило се да његова будућност тада иде ка каријери макроа..

## Каријера
Појавивши се на филму 1957. године убрзо постаје један од најатрактивнијих младих француских глумаца. Прву запаженију улогу тумачи у криминалистичком филму „У зениту сунца“ у режији Ренеа Клемана, рађеном по роману Патрише Хајсмит. Улогом Рока у филму „Роко и његова браћа“ Лукина Висконтија из 1960. године постаје светски познат глумац. Године 1968. бива осумњичен за убиство свога телохранитеља Стевана Марковића, који је нађен у контејнеру испред куће Алена Делона у Паризу. Стеван Марковић је наводно оставио писмо свом брату да ако буде убијен да је за то 100% одговоран Ален Делон и његов кум Франсоа Марцантони, иначе гангстер са Корзике. У истрази била је саслушана и Натали Делон. На крају истрага је довела и до Жоржа Помпидуа, који је тад био премијер, а касније председник Француске. Наводно су постојале, и биле објављене, фотографије на којима је био Стеван Марковић са женом премијера Помпидуа у току групног секса. Ален Делон није више био осумњичен за дато кривично дело убиства. Скандал око убиства Марковића није омео каријеру Делона, већ му је можда помогао да га публика доживљава доста веродостојније у свим, поготово крими, улогама које је тумачио.

Глумио је споредну улогу у филму Жути Ролс-Ројс, где је тумачио Стефана љубавника Ширли Маклејн. Такође, остао је упамћен и по дуету са Далидом и њиховом песмом „Пароле, пароле” (фр. Paroles paroles).
Делон је добио главну улогу у комедији Жене су слабе (1959). Ово је био велики хит у Француској и био је први Делонов филм који је виђен у Америци. Делон је имао неколико личних наступа у Њујорку како би промовисао филм. Био је пријатељ гангстера српског порекла Војислава Станимировића.

### Међународна слава
Делон је затим снимио два филма која су му обезбедила међународну репутацију. Године 1960. појавио се у Plein Soleil Ренеа Клемента, објављеном у САД као Љубичасто подне, који је заснован на роману Патрише Хајсмит Талентовани господин Рипли. Делон је играо протагонисту Тома Риплија и добио је похвале критике; Хајсмитова је била обожаватељ његовог портрета тог каратера. Филм је био хит у Француској и у уметничким кућама у земљама енглеског говорног подручја. Затим је играо насловну улогу у филму Роко и његова браћа (1960) Лукина Висконтија. Критичар Босли Краутер из Њујорк тајмса написао је да је Делоново дело „дирљиво поводљиво и изражајно“.
Делон је дебитовао на сцени 1961. године у представи Џона Форда „Штета што је она курва“ заједно са Роми Шнајдер у Паризу. Висконти је режирао продукцију која је оборила рекорде на благајнама. Са Шнајдеровом је годинама био у вези.
Поново се ујединио са Ренеом Клементом у италијанској комедији о фашизму Радост живљења (1961). Био је то мањи успех. Популарнији је био антологијски филм свих звезда Познате љубавне афере (1961); Делонов сегмент га је поставио као Алберта III, војводу од Баварске, насупрот Брижит Бардо. Отприлике у то време Делон се помиње као могући избор за главну улогу у Лоренсу од Арабије. Уместо њега, изабран је Питер О’Тул, али је онда с Делоном потписала уковор фирма Седам уметности да ради на четири филма, укључујући великобуџетски међународни филм о причи о Марку Полу и Краљу Париза, о Александру Дими. Ниједан пројекат није остварен. Уместо тога, глумио је Микеланђело Антониони са Моником Вити у филму L'Eclisse (1962), који је постигао велики критичарски успех, иако је обим публике био мала. Популаран је био још један антологијски филм свих звезда, Ђаво и десет заповести (1963); Делонов сегмент га је поставио са Даниел Дарјо.

### MGM
Продуцент Жак Бар је снимао филм о пљачки са Жаном Габином уз подршку MGM-а, под називом Било који број може да победи (1963). Габинов колега у филму требало је да буде Жан Луј Тринтијан све док Делон није лобирао код Бара за ту улогу. Узео је права дистрибуције филма у одређеним земљама уместо директне плате. Пошто ово никада раније није урађено у Француској, ово је било познато као „Делонов метод“. Коцка се добро исплатила, а Жан Габен је касније тврдио да је Делон зарадио 10 пута више новца него што би то иначе био случај. Међутим, 1965. године Делон је тврдио да „нико други то од тада није пробао и зарадио новац.“ Ипак, искуство је дало Делону укус за продукцију. Такође је потписао уговор са пет филмова са МГМ-ом, од којих је Било који број може победити био први. Његова репутација је додатно побољшана када је поново радио са Висконтијем на Il Gattopardo (Леопарду) са Бертом Ланкастером и Клаудијом Кардинале. Ово је био седми највећи хит године у Француској; Било који број може победити је био шести. Леопард је такође био широко приказан у САД путем 20. сенчури фокса. Делон је сада био једна од најпопуларнијих звезда у Француској. Глумио је у мегданџију, Црни тулипан (1964), још једном хиту. Les Félins (1964), који га је поново спојио са Ренеом Клементом и глумио је са Џејн Фондом, снимљен је у француској и енглеској верзији. Ово друго је дистрибуирао МГМ, али то није био успех. Године 1964, Француска кинотека је одржала изложбу Делонових филмова и Делон је са Жоржом Бомом покренуо продукцијску компанију Делбо продукција. Они су продуковали филм под називом Непобеђен (L'insoumis) (1964), где је Делон играо ОАС атентатора. То дело је морало да се поново едитује због правних проблема. Упркос томе што га је дистрибуирао МГМ, одзив публике је био мали.

### Холивудска звезда
Типизиран као „латински љубавник”, Делон је провео наредних неколико година фокусиран на снимање у Холивуду, а 1965. изјавио је да жели да направи један филм у Америци и један у Европи сваке године. Сматрао је и да га његов нагласак спречава да игра одређене улоге: „Због свог акцента не бих покушавао да глумим Американце. Радим на томе да уклоним изразите француске инфлексије из свог говора како бих могао да играм све континенталне националности.
Почео је малим улогом у антологији свих звезда за МГМ под називом Жути ролс-ројс (1965), поред Ширли Маклејн. Био је популаран иако Делон није имао много посла. Имао је своју прву главну улогу на енглеском језику у филму Једном лопов, где је глумио са Ен-Маргрет. Заснован је на роману Зекијала Марка који је написао Било који број може да победи, али није био тако успешан. Финансирао га је МГМ који је најавио да ће се Делон појавити у вестерну Спремни за тигра у режији Сема Пекинпа, али филм никада није снимљен. Уместо тога, Делон је потписао уговор о три филма са Колумбијом, за коју се појавио у високобуџетном акционом филму Изгубљена команда (1966), играјући члана Француске Легије странаца, заједно са Ентонијем Квином и Клаудијом Кардинале. Студио је такође најавио да ће се појавити у биографском филму Сервантес, али то никада није снимљено. Универсал Студиос је користио Делона у вестерну, Тексас преко реке, насупрот Дину Мартину. Реј Старк је желео да га употреби у Ноћи игуане и Ово имање је осуђено. Није се појавио ни у једном од тих филмова, али је био у филму тог продуцента Да ли Париз гори?, у режији Ренеа Клемана, играјући Жака Шабан-Делмаса. Ово је био велики хит у Француској, али је имао разочаравајуће резултате на америчким благајнама – као и сви Делонови филмови које је финансирао Холивуд. Делон је остао велика звезда у Француској. Заједно са Стивом Маквином и Шоном Конеријем био је једна од највећих звезда у Јапану. Међутим, није могао да напредује у САД.

## Смрт
Делон је преминуо „мирно” 18. августа 2024. године у свом дому у Душију, окружен члановима породице, у 88. години живота. Раније 2024. године дијагностикован му је Б-ћелијски лимфом.
Информацију о Делоновој смрти је објавило је његово троје деце 17. августа 2024. у заједничкој изјави за АФП.
Делонова последња жеља била је да се његов пас успава и да буде сахрањен у гробу са њим. Најмање 35 његових паса је сахрањено на гробљу на његовом имању. Наследници му нису услишили жељу.